# IC 5153
IC 5153 — галактика типу *2? () у сузір'ї Пегас.
Цей об'єкт міститься в оригінальній редакції індексного каталогу.